# Jaar van de Dolfijn
In 2007 werd het (Internationaal) Jaar van de Dolfijn (of: Year of the Dolphin (YoD)) gehouden. Het themajaar was door het United Nations Environment Programme (het milieuprogramma van de Verenigde Naties) uitgeroepen op voorstel van en ondersteund door diverse conventies en organisaties.

## Achtergrond
Door de Verenigde Naties was 2006 uitgeroepen tot Internationaal Jaar van de Woestijnen en de Verwoestijning. Het jaar 2007 zou in eerste instantie het Internationaal Jaar van de Aarde moeten worden, maar dat werd doorgeschoven naar 2008.
Het Jaar van de Dolfijn werd erkend door het Milieuprogramma van de Verenigde Naties (UNEP). Albert II van Monaco deed op 17 september 2006 de aankondiging. Ook werd hij internationaal beschermheer van dit themajaar. 
Het Jaar van de Dolfijn was mede voorgesteld en werd ondersteund door conventies en organisaties als de Convention on the Conservation of Migratory Species of Wild Animals en programma's over behoud en bescherming van dolfijnen en andere zeezoogdieren: ACCOBAMS en ASCOBANS en de WDCS (Whale and Dolphin Conservation Society), die in 2007 alle invulling gaven aan het Jaar van de Dolfijn.

### Nederland
Op initiatief van NatureNet Europe was een Nationaal Comité Jaar van de Dolfijn voor Nederland ingesteld. Het comité bevorderde de viering van het Jaar van de Dolfijn 2007 in Nederland. Voorzitter was Wim van Gelder (politicus voor het CDA).
Activiteiten die werden georganiseerd waren onder andere:
- 8 juni - Wereld Oceanen Dag
- 10-17 oktober - 'Week van de Dolfijn':
  - zaterdag 13 en zondag 14 oktober - 'weekeinde van de Dolfijn'
  - woensdag 17 oktober - 'Dag van de Dolfijn' (in Noordwijk aan Zee)

De aftrap zou zijn gegeven op 1 januari bij de traditionele Nieuwjaarsduik in Scheveningen, maar deze duik werd afgelast vanwege een weerwaarschuwing.